# NGC 7493
NGC 7493 — звезда в созвездии Рыбы.
Этот объект входит в число перечисленных в оригинальной редакции «Нового общего каталога».